# Cloud Control
Cloud Control est un groupe australien de pop et rock, originaire des Blue Mountains, près de Sydney, actif entre 2007 et 2018. Le groupe est anciennement signé au label australien Ivy League Records, sur lequel il sort son premier album, Bliss Release. Ils ont également été signés par Infectious Music au Royaume-Uni et en Europe, Humming Records en Allemagne et Votiv en Amérique du Nord. 

## Histoire
Le groupe assure la première partie d'un certain nombre de groupes locaux et internationaux, dont Arcade Fire, Vampire Weekend, Supergrass, The Magic Numbers, Yves Klein Blue, The Temper Trap, Last Dinosaurs, Local Natives et Weezer. Le groupe est nommé pour des prix en Australie, dont deux ARIA Awards. Le groupe remporte l'Australian Music Prize le 3 mars 2011 pour Bliss Release.
Ayant grandi dans les Blue Mountains, les quatre membres de Cloud Control se rencontrent lors des répétitions de The Pirates of Penzance. Ils participent à leur première « Battle of the Bands », qu'ils remportent ensuite. Ils enregistrent et sortent leur premier EP, Cloud Control, en novembre 2007. Le single Death Cloud est sélectionné par la station de radio jeunesse australienne Triple J, et est largement diffusé.
Après une série de festivals et de tournées avec divers groupes australiens, le groupe sort son premier album, Bliss Release, en 2010. Ils enregistrent l'album dans la maison de leur producteur, Liam Judson. Deux singles sortent de l'album, Gold Canary et There's Nothing in the Water We Can't Fight. Ce dernier apparait à la 18e place du Triple J Hottest 100 de 2010. Le single Gold Canary est élu single de la semaine dans la Rebel Playlist sur BBC Radio 6 Music 2010.
Le groupe assure la première partie des Foo Fighters et de You Am I lors de leur concert de 2011 à Brisbane, dans le Queensland, pour venir en aide aux victimes des inondations. Leur chanson Just for Now est utilisée dans le film Magic Mike en 2012. Leur deuxième album, Dream Cave, sort le 9 août 2013. 
Le 3 janvier 2015, le guitariste basse, Jeremy Kelshaw, annonce son départ du groupe sur la page Facebook du groupe. Le quatrième album studio du groupe, Zone, sort le 1er septembre 2017. Leur label déclare que l'album est écrit dans une petite maison sur la plage près du centre régional de Forster, en Nouvelle-Galles du Sud, et est décrit comme « profond, mais aussi désinvolte, euphorique, mais conceptuel ». L'album se classe à la 53e place des ARIA Charts.
Le groupe est largement inactif depuis 2018. Alister Wright commence un nouveau projet, Vlossom, tandis que Heidi Lenffer poursuit un travail entrepreneurial en tant que leader de FEAT. 

## Discographie

### Albums studio
- 2010 : Bliss Release (Ivy League Records)
- 2013 : Dream Cave (Ivy League Records)
- 2014 : Dream Cave Unplugged (Ivy League Records)
- 2017 : Zone[7] (Ivy League Records)

### EP
- 2007 : Cloud Control

### Singles
| Année | Titre                                       | Album                |
| ----- | ------------------------------------------- | -------------------- |
| 2007  | Vintage Books                               | Cloud Control        |
| 2008  | Death Cloud                                 | Bliss Release        |
| 2009  | Gold Canary                                 | Bliss Release        |
| 2010  | This Is What I Said                         | Bliss Release        |
| 2010  | There's Nothing in the Water We Can't Fight | Bliss Release        |
| 2010  | Meditation Song No. 2 (Why Oh Why)          | Bliss Release        |
| 2011  | My Fear #1                                  | Bliss Release        |
| 2013  | Dojo Rising                                 | Dream Cave           |
| 2013  | Scar                                        | Dream Cave           |
| 2013  | Promises                                    | Dream Cave           |
| 2013  | Tombstone (unplugged)                       | Dream Cave Unplugged |
| 2017  | Rainbow City                                | Zone                 |
| 2017  | Treetops                                    | Zone                 |

## Distinctions

### AIR Awards
| 2010, | Propre rôle   | Meilleur groupe indépendant | Nomination |
| 2010, | Propre rôle   | Groupe émergent             | Lauréat    |
| 2010, | Bliss Release | Meilleur album indépendant  | Lauréat    |

### ARIA Music Awards
| 2010 | Bliss Release | Groupe émergent        | Nomination | [ 13 ] |
| 2010 | Bliss Release | Meilleur album de rock | Nomination | [ 13 ] |

### Australian Music Prize
| 2010 | Bliss Release | Australian Music Prize | Lauréat    | [ 14 ] |
| 2013 | Dream Cave    | Australian Music Prize | Nomination | [ 14 ] |

### J Awards
| 2010 | Bliss Release | Album australien de l'année | Nomination | [ 15 ] |
| 2013 | Dream Cave    | Album australien de l'année | Nomination | [ 15 ] |